# Tunel Süe-šan
Tunel Süe-šan (雪山隧道, pinyin: Xuěshān Suìdào, český přepis: Süe-šan Suej-tao) je silniční tunel na Tchaj-wanu, který je zároveň nejdelším tunelem v zemi. Leží na dálnici č. 5, která vede z hlavního města Tchaj-pej na jihovýchod k východnímu pobřeží ostrova. Byl slavnostně otevřen 16. června 2006. Celková délka je 12,942 km, což jej v době otevření činilo pátým nejdelším silničním tunelem na světě a absolutně nejdelším v Asii. Ihned po otevření začal být hojně využíván řidiči, takže se okamžitě potýkal s dopravními zácpami. Při otevření se očekávalo, že tunelem denně projede asi 30 tisíc aut.

## Popis
Tunel se skládá ze dvou tubusů, jeden pro každý směr dopravy. Jejich průměr je 11,74 metrů. Dále byl zkonstruován jeden průzkumný tunel o průměru 4,8 m. Tunely vedou skrz pohoří Süe-šan. Dálnice č. 5, která tunelem vede, propojuje hlavní město Tchaj-pej s okresem I-lan přes Novou Tchaj-pej, a zkracuje délku cesty ze dvou hodin na třicet minut. Díky tunelu se dálnice vyhýbá Tchajpejské čtvrti Pinglin s venkovským charakterem, která do otevření tunelu trpěla velkým objemem tranzitní dopravy. Jedním z hlavních cílů výstavby tunelu bylo lepší propojení západního a východního břehu Tchaj-wanu. Na západním břehu totiž žije cca 95 % obyvatel země a propojení obou částí by tuto nerovnováhu mohlo pomoci vyřešit. Po dokončení stavby navíc představitelé okresu I-lan počítají s rozvojem turistického ruchu.
Vjezd do tunelu ve směru od Tchaj-pej je v nadmořské výšce 208 m n. m. Jeho konec pak ve výšce 44 m n. m. Tunel disponuje třemi ventilačními šachtami, spojovacími tunely v rozmezí 1400 metrů, únikovými tunely pro pěší, místy pro nouzové zastavení, hasicími přístroji, nouzovými telefony a celou řadou dalších bezpečnostních opatření.

## Historie

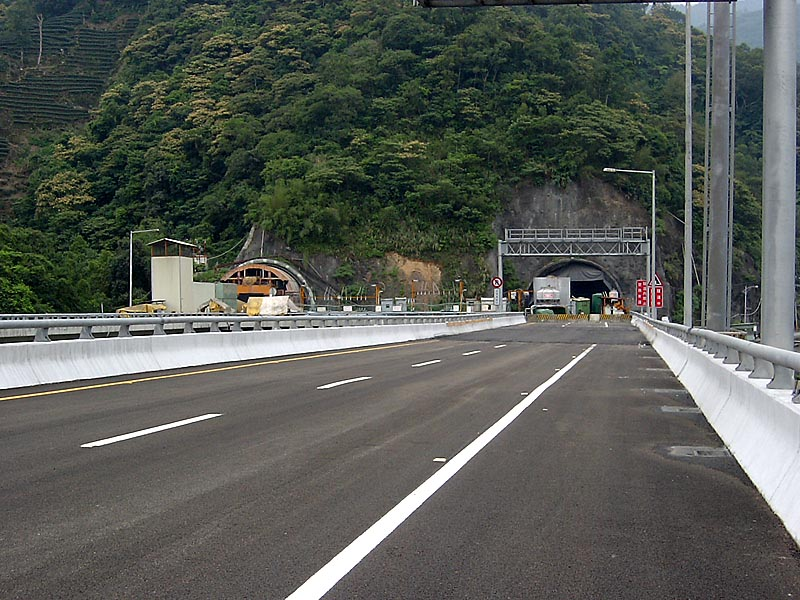
Stavba západního portálu tunelu Süe-šan (2002)

Na konci 80. let 20. století už Tchajwanské ministerstvo dopravy mělo naplánovaný úsek silnice mezi hlavním městem a čtvrtí Pinglin. V této době se objevilo několik různých návrhů na možné pokračování dálnice až do okresu I-lan. Inženýr Ou Ťin-te, který byl ve vedení společnosti, která spadala pod ministerstvo a měla za úkol se starat o výstavbu státních dálnic, přišel s vizí okružní dálnice kolem celého ostrova. Jeho plán byl provrtat tunel pod pohořím Süe-šan a napojit dálnici z Tchaj-pej na již zbudovanou dálnici po východním pobřeží vedoucí do Su-ao.
Stavba tunelu začala v červenci roku 1991 a trvala 15 let. Celkové náklady dosáhly 90,6 miliard tchajwanských dolarů (asi 2,83 miliardy amerických dolarů). Při stavbě se využilo 370 000 m³ betonu a 2000 km kabelů. Tunel osvětluje dvacet tisíc světel. Byla využita metoda TBM. Stavbu měla na starost tchajwanská stavební firma RSEA.
Při hloubení tunelu se vytěžilo více než pět milionů kubických metrů zeminy. Při práci se inženýři potýkali s obtížnými geologickými podmínkami. Stavbu provázela častá zdržení v podobě závalů, vniku podzemní vody či zaseknutí razících strojů. V jednom případě, kdy byl jeden z razících štítů kompletně zničen, musely být práce zastaveny na celý jeden rok. Podél trasy tunelu se nachází šest významných geologických zlomů. Proto k záplavám a sesuvům docházelo pravidelně. Protože byla stavba velmi náročná, někteří experti pochybovali, že je vůbec možné ji dokončit. Datum otevření muselo být několikrát odloženo. Při budování tunelu přišlo o život celkem 25 dělníků.

## Provoz

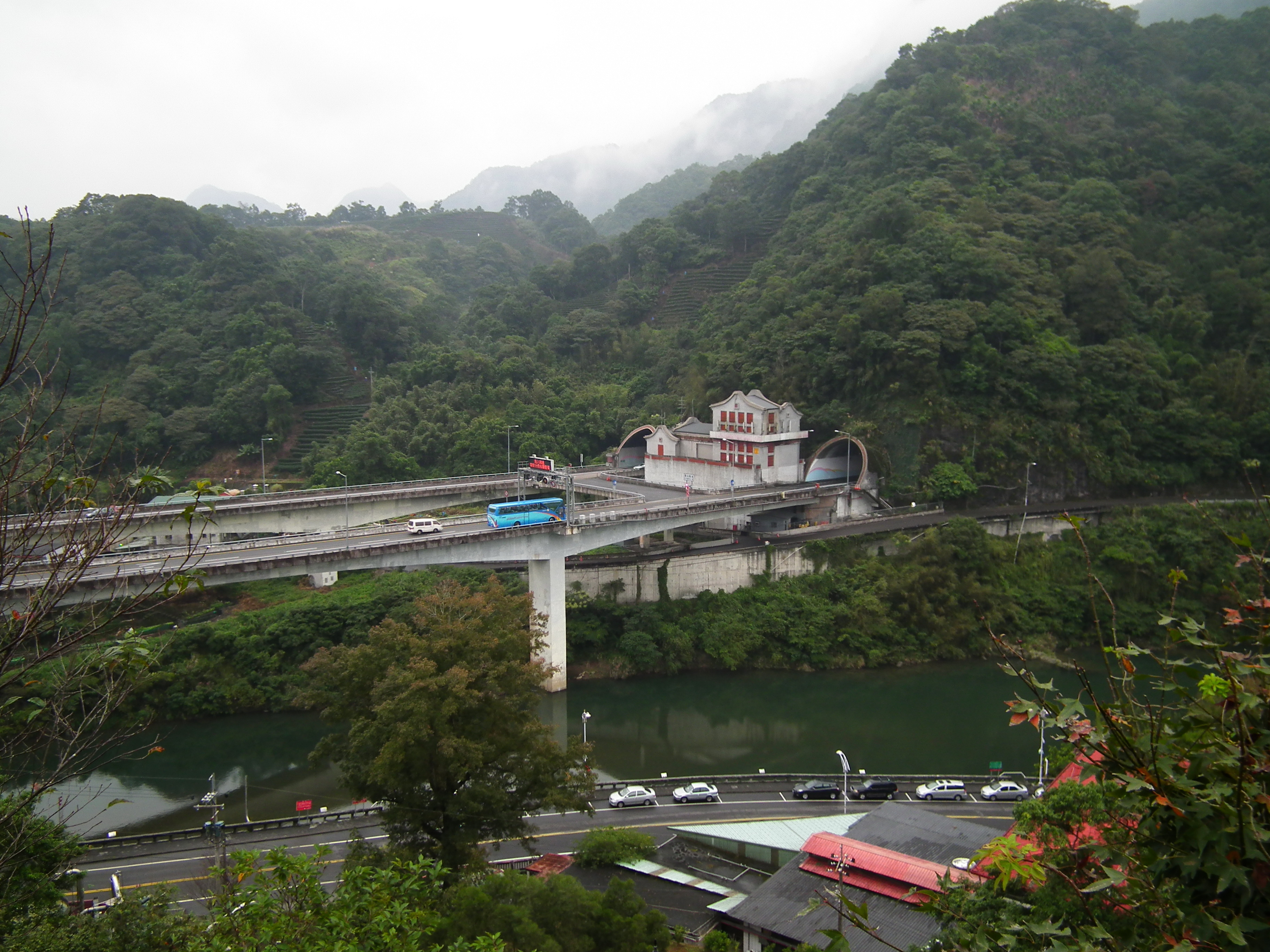
Vjezd do tunelu ve směru od Tchaj-pej (2012)

Při jízdě tunelem Süe-šan platí pro řidiče maximální rychlostní limit 70 km/h. V případě rychlejší jízdy čelí pokutě od tří do šesti tisíc tchajwanských dolarů. Podobná pokuta řidičům hrozí také v případě, kdy bezdůvodně jedou rychlostí výrazně nižší a zpomalují tím ostatní. Navíc za normálních okolností musejí vozidla udržovat bezpečnostní rozestupy 50 m. Pokud je rychlost nižší než 20 km/h (například kvůli dopravní zácpě) je nutné dodržovat rozestupy 20 m. Po celé délce tunelu je dvojitou plnou čárou zakázáno přejíždět mezi jízdními pruhy. Pruhy jsou dva v každém směru. Do tunelu je zakázán vjezd vozidlům s hmotností nad 3,5 tuny.
V tunelu jsou umístěny automatické rychlostní radary a kamery, které dohlížejí na dodržování všech uvedených pravidel. Původně systém automaticky dával pokutu všem řidičům, kteří přesáhli maximální povolenou rychlost s nulovou tolerancí (tzn. řidiči jedoucí 71 km/h už byli pokutováni). To ovšem vzbudilo kontroverze, proto byla od 16. září 2006 zavedena tolerance 10 km/h, takže rychlosti až do 80 km/h už nejsou automaticky penalizovány.
K 1. listopadu 2010 byl rychlostní limit zvýšen na 90 km/h, aby se odlehčilo dopravě v tunelu. K roku 2021 platí v tunelu také minimální rychlost 70 km/h.